# مدیانا
مدیانا (انگلیسی: Mediana) یک سایت باستان‌شناسی مهم از اواخر دوره روم باستان است که در حومه شرقی شهر نیش (شهر) در صربستان واقع شده‌است. این یک اقامتگاه مجلل با اقتصاد بسیار سازمان یافته را نشان می‌دهد. در کاوش‌ها ویلای رومی، حمام رومی، انبار غله و برج آب کشف شده‌است. قدمت این اقامتگاه به دوره سلطنت کنستانتین بزرگ ۳۰۶ تا ۳۳۷ می‌رسد.
اگرچه مصنوعات رومی را می‌توان به صورت پراکنده در سراسر منطقهنیش (شهر) یافت، مدیانا نمایانگر بهترین بخش حفظ شده از نیش (شهر) شهر رومی است. در سال ۱۹۷۹، مدیانا به فهرست مکان‌های باستان‌شناسی با اهمیت استثنایی اضافه شد که توسط جمهوری صربستان محافظت می‌شود.